# 北山町 (大阪市)
北山町（きたやまちょう）は、大阪府大阪市天王寺区にある町名。丁番を持たない単独町名である。

## 地理
天王寺区の中央部に位置し、東に細工谷と松ケ鼻町、西に上之宮町と小宮町、南に真法院町、北に石ケ辻町と接している。

## 世帯数と人口
2019年（平成31年）3月31日現在の世帯数と人口は以下の通りである。
| 町丁   | 世帯数  | 人口  |
| ------ | ------- | ----- |
| 北山町 | 427世帯 | 935人 |

### 人口の変遷
国勢調査による人口の推移。
| 1995年（平成7年）  | 810人   | [ 5 ] |  |
| 2000年（平成12年） | 841人   | [ 6 ] |  |
| 2005年（平成17年） | 1,002人 | [ 7 ] |  |
| 2010年（平成22年） | 926人   | [ 8 ] |  |
| 2015年（平成27年） | 1,035人 | [ 9 ] |  |

### 世帯数の変遷
国勢調査による世帯数の推移。
| 1995年（平成7年）  | 293世帯 | [ 5 ] |  |
| 2000年（平成12年） | 292世帯 | [ 6 ] |  |
| 2005年（平成17年） | 357世帯 | [ 7 ] |  |
| 2010年（平成22年） | 331世帯 | [ 8 ] |  |
| 2015年（平成27年） | 435世帯 | [ 9 ] |  |

## 事業所
2016年（平成28年）現在の経済センサス調査による事業所数と従業員数は以下の通りである。
| 町丁   | 事業所数 | 従業員数 |
| ------ | -------- | -------- |
| 北山町 | 20事業所 | 1,514人  |

## 施設
- 大阪府立夕陽丘高等学校
- 大阪警察病院
- 清風中学校・高等学校（南校舎）

## その他

### 日本郵便
- 〒543-0035[3]（集配局：天王寺郵便局[11]）